# スイス鉄道時計

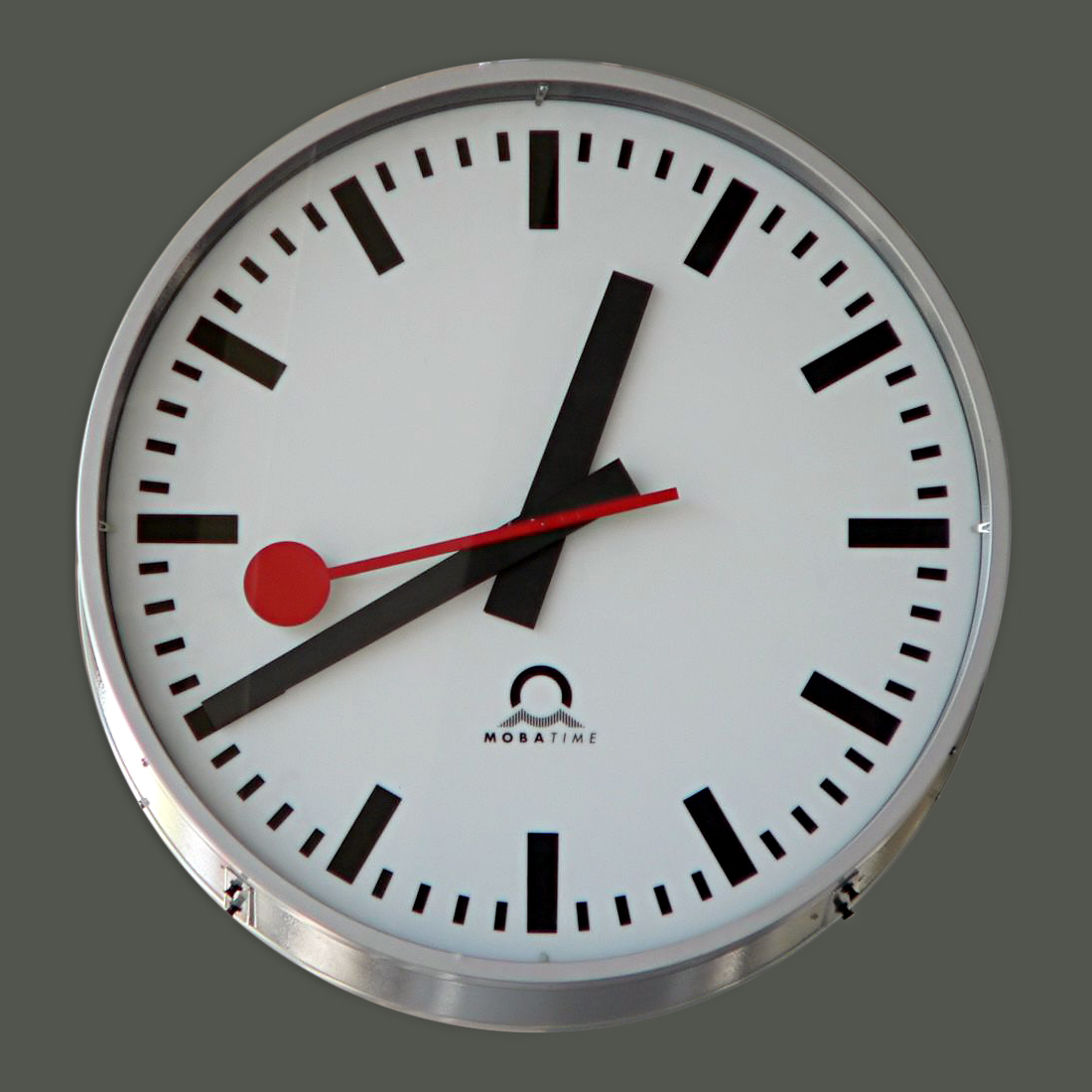
スイス鉄道時計

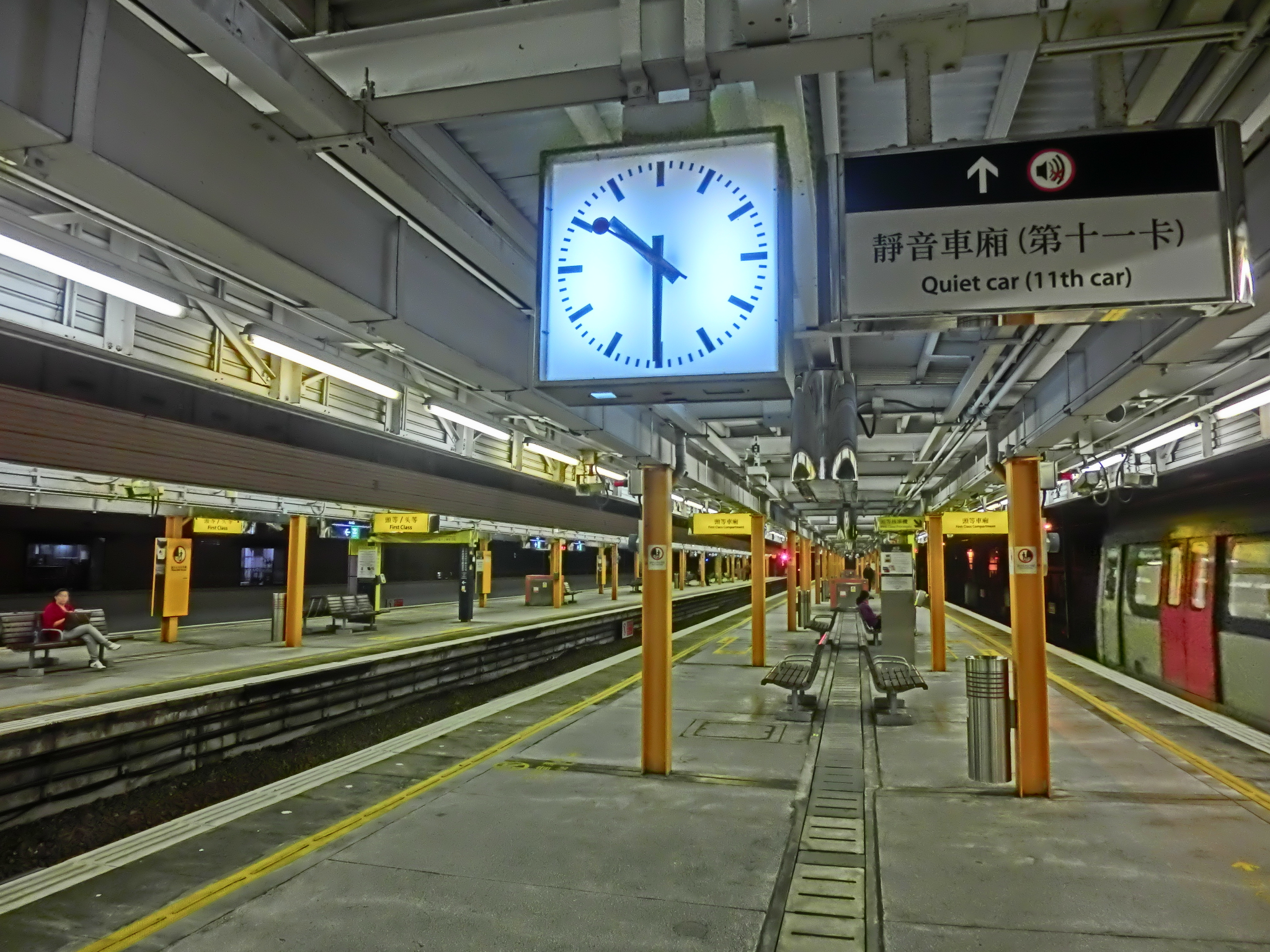
スイス鉄道時計四角いデザイン

動作の再現（gifアニメ、3時38分前後）

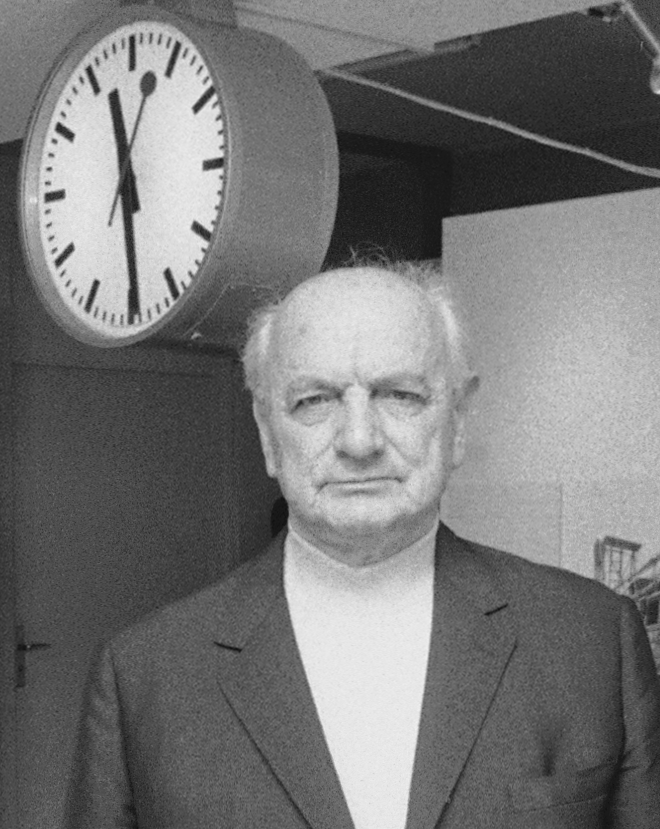
ハンス・ヒルフィカー, スイスの鉄道時計の設計者

スイス鉄道時計（スイスてつどうどけい、ドイツ語: Schweizer Bahnhofsuhr）は、1944年にスイスの技術者、ハンス・ヒルフィカーがスイス連邦鉄道（SBB）のために設計した時計である。

## デザイン
白い盤面上に黒い時刻目盛、棒状の黒い長針と短針という、非常にはっきりとした最小限の設計からなることを特徴としている。数字は書かれていない。この遠くからでも読み取りやすい設計は、駅用の時計としては国際的なものとなった。
スイス鉄道時計は、「スイスの古典デザイン」という切手シリーズの85ラッペンの切手にも採用されている。
1944年にデザインされたため著作権の保護期間は終了しているものの、SBBは2002年に立体商標として登録しており、2012年9月20日、スイスの新聞はAppleが無許可で時計のデザインをiOS 6用の時計アプリケーションに盗用して商標権を侵害したと報じた。後に和解しライセンス契約を結んだ。スイス国鉄およびAppleは公式にはライセンス料を明らかにしていないが、スイスの新聞Tages-Anzeigerによればライセンス料は2000万スイスフランという異例の巨額であったという。なおiOS 7で時計のデザインが別のものに変更された。

## 歴史
ヒルフィカーは後に時計製造業者のモバタイム社（Mobatime）と協力して、車掌用の合図器を連想させるような、先端に円盤の付いた赤く細い秒針を時計に追加した。
技術的には長針は1分おきに次の目盛へ進むもので、秒針はゆっくり常時回転するものである。秒針は若干速く周っており、毎分0秒の位置で一旦停止し、分を告げる信号を受け取ってから再び回転する。ヒルフィカーによれば、この秒針は「毎分最後に静止し、列車の定時運行を容易にする」とされている。追加されたこの秒針もまた、他の鉄道事業者に採用された。

## 停止する秒針
秒針が一時停止する「Stop To Go」という珍しい機能は、時計のマスターから各時計に対して毎秒信号を送るという仕様は費用がかかるため、それを回避する必要から搭載されている。これに加えて、このサイズの秒針が毎秒動作するのは、時計の寿命に影響を与える可能性があった。このため駆動には、交流で動作し常時回転する同期電動機が選択された。周波数の変動に対応するため、当時のスイスの商用電源周波数において最低限保証されている約48.5ヘルツでも1周を完了できるように秒針の駆動が設計された。次の1周の開始は、1分おきに送られる信号による。ヒルフィカーによれば「秒針は頂点で停止し、次の分を知らせる信号を待ち、この信号により長針が進み、同時に秒針が再び周回を開始する」としている。定格周波数であればほぼ2秒にも達するこのかなり長い停止時間は、現代の高い精度の50ヘルツ商用電源周波数でならばより短くすることもできるが、現代に至るも変更されていない。
秒針の停止は、同期電動機を止めることによって実現されている。メーカーのモバタイム社は、1947年の当初は機械式の方法を採用していた。時計盤周囲の溝の中のピンが秒針を固定し、磁石の働きにより引き抜かれ、同時に長針を1分進める機構になっていた。ラッチングにより、秒針が正しい位置で停止するように保証していた。同期電動機は常時回転するようになっていた。秒針が停止している間は、駆動機構の摩擦クラッチの部分が空転するようになっていた。

## 市販品

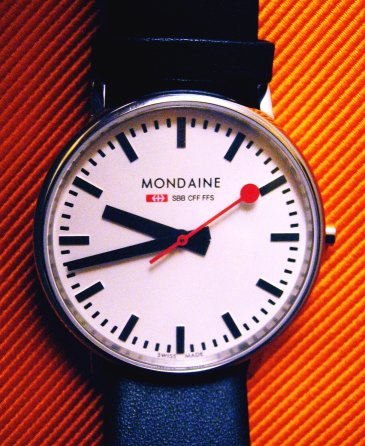
Mondaineの腕時計

製造は業務用の計時装置を製造するモバタイム社が行っているため、個人向けには販売されていないが、MONDAINEは1986年から公式に許可を得た時計を「Official Railways Wall Clock」として販売しており、壁掛け時計以外にも共通デザインの腕時計などを手がけている。盤面にMONDAINEのロゴが入っているが、外観はほぼ同等である。大部分はクオーツ時計であり、一部の機種には「Stop to go」が搭載されている。